# どうにかなるさ (とんねるずの曲)
「どうにかなるさ」は、1990年8月8日に発売された、とんねるず16枚目のシングル。

## 概要
とんねるず出演の土曜グランド劇場『火の用心』主題歌および挿入歌。作詞者の「伊達歩」は作家・伊集院静のペンネーム。
ベストアルバム『足跡』のレビューで、秋元康は本曲に関してのコメントを「パス。」の一言で済ませている。

## 収録曲
全曲　作曲・編曲：後藤次利
1. どうにかなるさ
  - 作詞：伊達歩
2. GOOD LUCK
  - 作詞：松井五郎